# Konkordienbuch

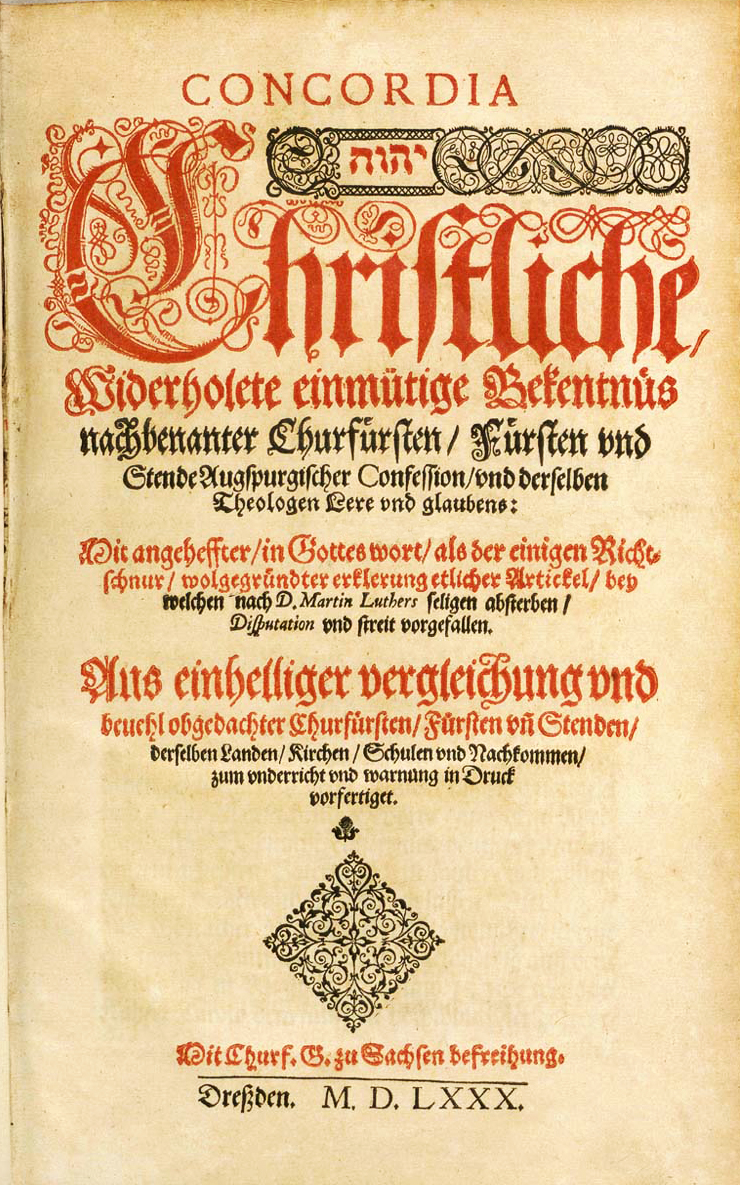
Titelseite des Konkordienbuchs 1580

Das Konkordienbuch ist eine Sammlung der sogenannten symbolischen Bücher der lutherischen Kirchen. Als Corpus doctrinae sollte es innerhalb der lutherischen Kirche für eine verbindliche Bekenntnisgrundlage sorgen. Es erschien am 25. Juni 1580 in Dresden in deutscher Sprache. Der authentische lateinische Text erschien 1584 in Leipzig.

## Entstehung
Nach Martin Luthers Tod kam es in den lutherischen Kirchen Deutschlands zu verschiedenen theologischen Streitigkeiten (Adiaphoristischer Streit, Synergistischer Streit, Antinomistischer Streit, Majoristischer Streit), die sehr heftig ausgefochten wurden und auch die politische Einheit des deutschen Luthertums gefährdeten. 1558 legte Philipp Melanchthon mit dem Frankfurter Rezess als gemeinsame Bekenntnisgrundlage eine erste Textsammlung (corpus doctrinae) vor, die aber keine allgemeine Anerkennung fand. In den nächsten Jahren stellten einige Territorien eigene corpora doctrinae zusammen, die jedoch im Umfang voneinander abwichen.
Nach Melanchthons Tod setzte sich die Erkenntnis durch, dass die Streitigkeiten nicht allein durch eine autoritative Sammlung der Bekenntnisschriften gelöst werden könnten, sondern eine weitere Bekenntnisschrift zur autoritativen Auslegung der Confessio Augustana vonnöten war. So kam es ab 1570 zu den Arbeiten, die 1577 zur Annahme der Konkordienformel führten. Mit dem Vorliegen dieses Bekenntnisdokuments konnte dann auch das Projekt einer verbindlichen Zusammenstellung der Bekenntnistexte wieder aufgegriffen werden. Welche Dokumente verbindlich sein sollten, war in der Konkordienformel bereits festgelegt. Besondere Mühe machte aber die Feststellung der genauen Textgestalt, vor allem bei der Confessio Augustana, an der Melanchthon über die Jahre hinweg immer wieder Textänderungen vorgenommen hatte. Auf zwei Theologenkonventen wurde über die Vorrede verhandelt, Anfang 1580 bereits eine erste Fassung in 6000 Exemplaren gedruckt. Im Frühjahr stellten Jakob Andreae, Martin Chemnitz und Nikolaus Selnecker, die bereits führend an der Konkordienformel beteiligt gewesen waren, einen Anhang mit Kirchenväterzitaten zusammen. Am 50. Jahrestag der Übergabe der Confessio Augustana erschien die endgültige Druckfassung mit etlichen bereits eingegangenen Unterschriften.

## Bestandteile
Das Konkordienbuch enthält:
- die drei sogenannten ökumenischen Symbole (Glaubensbekenntnisse)
  - das Apostolische Glaubensbekenntnis (Apostolicum)
  - das Nicäno-Konstantinopolitanum (bezeichnet als Nicaenum)
  - das Athanasianische Glaubensbekenntnis (Athanasianum)
- die sogenannten lutherischen Partikular-Symbole
  - die sogenannte unveränderte Augsburgische Konfession nach dem angeblichen deutschen Originalexemplar
  - die Apologie des Augsburger Bekenntnisses nach der deutschen Übersetzung von Justus Jonas dem Älteren
  - die Schmalkaldischen Artikel von 1537
    - mit dem Anhang Philipp Melanchthons „Von der Gewalt und Obrigkeit des Papstes“

  - den Kleinen Katechismus Martin Luthers
    - mit angehängtem Trau- und Taufbüchlein

  - den Großen Katechismus Luthers
  - die Konkordienformel – Epitome und Solida declaratio (ausführliche Darlegung), dazu als Anhang der erst 1580 zusammengestellte Catalogus Testimoniorum zur Christologie.

## Rezeption
Theologische Kritik an Konkordienformel und Konkordienbuch wurde sowohl von Seiten radikaler Gnesiolutheraner (z. B. Anton Otho) als auch des deutschen Reformiertentums geübt. Martin Chemnitz, Timotheus Kirchner und Nikolaus Selnecker veröffentlichten 1584 eine Apologia oder Verantwortung des christlichen Concordien Buchs.
Da schon die Annahme der Konkordienformel von einer Reihe von Territorien verweigert worden war, fand auch das Konkordienbuch keine allgemeine Akzeptanz. Unter anderem im Fürstentum Anhalt, der Markgrafschaft Baden-Durlach, den Reichsstädten Bremen und Nürnberg, dem Königreich Dänemark (incl. dem Herzogtum Holstein) sowie in Pommern und der Kurpfalz war es nicht anerkannt. In Kursachsen und Württemberg, die schon bei der Ausarbeitung von Konkordienformel und Konkordienbuch die treibenden Kräfte gewesen waren, wurde nicht nur von Pfarrern, sondern auch von Hochschullehrern und anderen Staatsbediensteten die Unterzeichnung des Konkordienbuches verlangt.
Über die Jahrhunderte erschienen immer wieder neue Ausgaben des Konkordienbuchs. Im 19. und frühen 20. Jahrhundert war die erstmals 1848 erschienene Edition durch den Pfarrer Johann Tobias Müller am verbreitetsten. Wissenschaftliche Editionen der Inhalte des Konkordienbuchs wurden 1930 und 2014 unter dem Titel Bekenntnisschriften der evangelisch-lutherischen Kirche veranstaltet.

## Zur Gültigkeit heute
Die im Konkordienbuch von 1580 gesammelten Bekenntnisschriften sind in Deutschland als verbindliche Bekenntnisgrundlage, auf die auch die Pfarrer bei ihrer Ordination eine entsprechende Verpflichtung abzulegen haben, in einigen evangelisch-lutherischen Kirchen ausdrücklich genannt. Darunter sind Landeskirchen wie die Evangelisch-Lutherische Landeskirche Sachsens, die Evangelisch-Lutherische Kirche in Oldenburg oder die Evangelische Kirche in Mitteldeutschland (für die  lutherischen Gemeinden).
In anderen evangelischen Landeskirchen wie etwa der Evangelischen Kirche von Westfalen oder der Evangelisch-Lutherischen Kirche in Norddeutschland gilt die Konkordienformel und damit der gesamte Inhalt des Konkordienbuches nur in den Gemeinden, wo er nach dem Herkommen in Geltung geblieben ist.
Die Verfassung der Vereinigten Evangelisch-Lutherischen Kirche Deutschlands nennt in Art. 1 (1) als Bekenntnisgrundlage nur allgemein die „Bekenntnisschriften der Evangelisch-Lutherischen Kirche“, darunter vornehmlich die Augsburgische Konfession und Luthers Kleinen Katechismus.
Von zentraler Bedeutung ist das Konkordienbuch für Altlutherische Kirchen wie die Evangelisch-Lutherische Kirche in Baden, die Selbständige Evangelisch-Lutherische Kirche (SELK) und die Evangelisch-Lutherische Freikirche (ELFK). Diese Kirchen legen Wert darauf, dass sie das Konkordienbuch anerkennen, weil (lat. quia) die Bekenntnisschriften ihrer Auffassung nach der Heiligen Schrift entsprechen, und nicht nur insofern (lat. quatenus) sie der Schrift entsprechen. Ihrer Eigensicht nach grenzen sie sich damit von den Landeskirchen ab.

## Ausgaben (Auswahl)
- CONCORDIA. Christliche Widerholete / Einmütige Bekentnüs nachbenanter Churfürsten / Fürsten vnd Stende Augspurgischer CONFESSION, vnd derselben zu ende des Buchs vnterschriebener Theologen / lere vnd glaubens. Mit angeheffter / in Gottes wort / als der einigen Richtschnur / wolgegründter erklerung etlicher Artickel / bey welchen nach D. Martin Luthers seligen absterben / Disputation vnd streit vorgefallen. Magdeburg 1581 (Digitalisat; K 1998 im VD 16).
- Joh. Aug. Henr. Tittmann: Libri symbolici ecclesiae. 2. Auflage. Goedsche, Meißen 1827.
- Friedrich Wilhelm Bodemann: Evangelisches Concordienbuch oder die symbolischen Bücher der evangelisch-lutherischen Kirche. Mit geschichtlichen Einleitungen und Anmerkungen. Vandenhoeck und Ruprecht, Göttingen 1843 (Digitalisat). Auch als Nachdruck: Nabu Press 2011, ISBN 978-1-246-20797-2
- Johann Tobias Müller: Die symbolischen Bücher der evangelisch-lutherischen Kirche, deutsch und lateinisch.Liesching. Stuttgart 1848 (Digitalisat);  Bertelsmann, Gütersloh 1890, 7. Auflage (Digitalisat).